# Valle de Aézcoa

División municipal del valle de Aézcoa.

El Valle de Aézcoa —oficialmente Valle de Aezkoa— (en euskera Aezkoa o Aezkoa ibarra) es un valle y una comunidad (entidad local de carácter tradicional) de la Comunidad Foral de Navarra (España), situado en la Merindad de Sangüesa y en la comarca de Auñamendi. Su población en 2017 fue de 873 habitantes.

## Administración local
El valle está integrado por nueve municipios: Abaurrea Alta, Abaurrea Baja, Aria, Arive, Garayoa, Garralda, Villanueva de Aézcoa, Orbara y Orbaiceta. Las localidades son pequeñas, formadas por típicas viviendas pirenaicas con paredes de piedra encaladas y tejados pronunciados. La ganadería ha perdido la pujanza de antaño, cuando interminables rebaños de ovejas recorrían las cañadas hacia la Ribera de Navarra antes de que llegara el invierno. Utilizaban para ello la Cañada real de Milagro-Aezkoa CRMA (135 km.), que cruza Navarra de nordeste a sur, desde la sierra de Abodi hasta Milagro, a la orilla del Ebro.
Los aézcoanos conservan con celo las artes tradicionales de la elaboración de un queso cuya fama trasciende las fronteras de la Comunidad. Además, la lengua propia, el vasco, se mantiene viva, conservándose, aunque en estado precario, el dialecto local o aezcoano. 
La Junta General del Valle de Aezcoa, administra los comunales del valle y entre sus funciones destacan: 
- gestionar y administrar los recursos del Valle, siendo de especial importancia el monte Irati.
- Impulsar y realizar proyectos de desarrollo de incidencia supramunicipal.
- Regular diferentes aspectos de la vida pública: aprobación de ordenanzas, convocatorias de auzolan (realización de trabajos en común), batzarre (reunión vecinal de carácter decisorio) , …
- Establecer políticas complementarias de ayuda a inversiones, vivienda, creación de empleo,

La Junta  tiene su sede en Arive y está compuesta por 15 miembros, un presidente y catorce vocales, elegidos cada cuatro años en un sistema de listas abiertas, de acuerdo con las Ordenanzas del Valle.

## Geografía física

### Situación
El valle de Aézcoa está situado en la parte nordeste de Navarra, transversalmente a los Pirineos. Tiene una superficie de 198,41 km² y limita al norte con el Valle de Cize (Francia), al este con el Valle de Salazar, con Urraúl Alto al sur y con el Valle de Arce, Burguete y Roncesvalles al oeste.

### Relieve e hidrología
De orografía montañosa, todas por debajo de los 1500 m s. n. m., denotan que aquí, sin embargo, el Pirineo ha perdido buena parte de su vigor. Bosques imponentes de robles y hayas confieren al paisaje aezcoano un particular atractivo, que complementan las vivas aguas del río Irati, principal corriente fluvial de la zona.

### Clima
El invierno propicia en Aézcoa copiosas nevadas, mientras que los veranos son suaves y agradables.

## Demografía
| Municipio            | Población 2017 | Superficie | Densidad |
| -------------------- | -------------- | ---------- | -------- |
| Abaurrea Alta        | 124            | 21,36      | 5.81     |
| Abaurrea Baja        | 34             | 10,89      | 3.12     |
| Aria                 | 53             | 8,32       | 6.37     |
| Arive                | 41             | 4,04       | 10.15    |
| Garayoa              | 89             | 21,26      | 4.19     |
| Garralda             | 184            | 21,51      | 8.55     |
| Orbaiceta            | 200            | 81,72      | 2.45     |
| Orbara               | 38             | 8,99       | 4.23     |
| Villanueva de Aézcoa | 110            | 21,64      | 5.08     |